# Jinx (G.I. Joe)
Jinx es un personaje ficticio de la línea de juguetes, cómics y series animadas G.I. Joe: A Real American Hero. Debutó en 1987 como la ninja femenina del Equipo G.I. Joe, y desde entonces su nombre en clave ha sido la identidad de varias otras encarnaciones del mismo personaje, incluida una de las aprendices de Snake Eyes en G.I. Joe: Sigma 6, contacto encubierto de Chuckles en G.I. Joe: Cobra y prima de Storm Shadow en G.I. Joe: Renegades. Ella es interpretada por Élodie Yung en la película de 2013 G.I. Joe: Retaliation.

## Perfil
En G.I. Joe: A Real American Hero, Jinx es uno de los pocos miembros del Equipo G.I. Joe cuyo nombre real es ultrasecreto. Ha estado estudiando y compitiendo en varias formas de artes marciales desde que tenía siete años. Creció en Los Ángeles y se graduó de Bryn Mawr. En un viaje de vacaciones a Japón, Jinx descubrió sus lazos familiares con un clan ninja conocido como Arashikage, y fue oficialmente iniciada en el clan. Luego fue reclutada por Snake Eyes, un compañero ninja y miembro del Equipo G.I. Joe. Desde entonces, Jinx se ha entrenado con Blind Master, un ninja sensei de alto rango, y estudió las siete formas silenciosas, incluido el "Ojo que perfora", la "Mano de hierro" y el "Corazón que espera".
Después de la disolución temporal del equipo G.I. Joe, Jinx se convirtió en agente independiente y se cree que pasó un tiempo sirviendo en la CIA. También comenzó una relación romántica con su compañero de equipo Budo, y los dos formaron juntos un exitoso negocio de cazarrecompensas. Cuando se restableció el equipo, Jinx regresó para ayudar a entrenar a los nuevos reclutas en el combate cuerpo a cuerpo.

## Juguetes
Jinx se lanzó por primera vez como una figura de acción en la edición de 1987 de la línea de juguetes G.I. Joe: A Real American Hero. Al igual que muchos de los personajes femeninos de G.I. Joe, Jinx ha producido un número relativamente pequeño de figuras de acción. A partir de 2011, ha tenido una figura de 3 3/4 pulgadas llamada Jinx, y dos figuras de 3 3/4 pulgadas llamadas "Agente Jinx". El primero de estos fue lanzado en 2003 como miembro de Tiger Force, y el segundo ("Especialista en infiltración encubierta") lanzado en 2004 en realidad revela su rostro, pero su nombre real todavía está clasificado.
En 2011, el Club de coleccionistas oficial de GI Joe anunció una nueva figura de Jinx para el prelanzamiento exclusivo. Se anunció el lanzamiento de dos nuevas figuras de 3 3/4 pulgadas de "Kim Arashikage" en G.I. Joe: Retaliation 2012 Movie Line exclusivamente en la  Comic-Con de San Diego en 2012: una versión actualizada con un traje de ninja rojo, y una variante sin máscara de ella vistiendo un traje blanco y empuñando un Kusarigama. En 2013, se lanzó una figura de Kim Arashikage con un traje rojo como exclusiva del G.I. Joe Collectors' Club. Otra figura de Kim Arashikage fue lanzada el mismo año como parte de la línea G.I. Joe: Retaliation, vestida con su traje de ninja negro y amarillo de la película de acción en vivo. También se lanzó una figura de Jinx en la línea Kre-O G.I. Joe en 2013.

## Cómics

### Marvel Comics
En la serie de Marvel Comics G.I. Joe: A Real American Hero, Jinx aparece por primera vez en el número 59. Su primera asignación es entrenar al hijo del Comandante Cobra, Billy Kessler en San Francisco. Más tarde ayuda a rescatar a los Joes capturados de los gulags de Borovia. En apariciones posteriores, ella ayuda a los Joe a limpiar su nombre en el escándalo que sigue a la Guerra Civil Cobra. Esto implica trabajar con ex-Joes como Grunt, así como con otros Joes que son oficialmente fugitivos como Roadblock, y eventualmente todo el equipo de Joe asalta un hospital lleno de enemigos para salvar la vida del General Hawk y el General Hollingsworth. Jinx también aparece en algunos de los especiales de la Misión Especial, como cuando ayuda a detener una toma de rehenes en Frankfurt. Jinx finalmente se convierte en miembro del equipo especial Ninja Force de G.I. Joe. Después de luchar junto con Storm Shadow contra Zartan en San Francisco, Jinx y Scarlett resultan heridas durante una batalla contra el rival Red Ninjas. Más tarde, Jinx y sus compañeros de equipo de Ninja Force, T'Jbang y Nunchuk, establecieron un nuevo centro de entrenamiento en Harlem del Este. Ella continuó sirviendo en Ninja Force hasta que G.I. Joe se disolvió.

### Devil's Due Publishing
En los primeros cuatro números de los cómics G.I. Joe: A Real American Hero publicados por Devil's Due, se revela que pasó los años siguientes usando sus habilidades en la recopilación de inteligencia para convertirse en cazarrecompensas en Tokio. Un samurái y su compañero de equipo Joe, Budo, la siguieron y se convirtieron en amantes. Jinx luego se reincorpora a G.I. Joe, cuando el equipo se reincorpora para luchar contra un revivido Cobra. Durante el conflicto inicial, Duke lidera un equipo con Jinx, Flint, Rock 'n Roll y Shipwreck para defender Washington D. C. contra las fuerzas de Cobra. Más tarde, espía a un grupo de Dreadnoks que intenta comprar un arma nuclear. Ella trabaja con varios otros Joes, como Heavy Duty y Lady Jaye para tratar de derribar a un Battle Android Trooper fuera de control. Jinx también entrena a nuevos reclutas, y va a una misión a Seattle. Más tarde, ella es parte de un equipo de infiltración enviado para sabotear la Isla Cobra durante la segunda Guerra Civil Cobra. Dos miembros de su equipo, Flash y Mainframe, mueren durante la misión. Jinx y T'Jbang resultan heridos en una batalla con los Red Ninjas en el Tíbet. Cuando Zartan dispara al comandante Hawk de G.I. Joe, el equipo se disuelve una vez más.
Después de un tiempo, el equipo de G.I. Joe se reforma con un grupo mucho más pequeño de especialistas llamado "America's Elite" (G.I. Joe: America's Elite). Jinx sirve como miembro de las reservas. Ella protagoniza Special Missions: Tokyo, un cómic de una sola vez que se centra en muchos personajes que no se veían desde el final de la serie original, incluidos Wild Bill, Gung-Ho, Clutch, Rock 'n Roll y Budo. Su perfil en el cómic revela que su nombre es Kimi Arashikage, prima de Tommy Arashikage (Storm Shadow). Sin embargo, establece que "Kimi" podría ser solo un apodo. Jinx es llamada nuevamente al servicio activo para luchar contra el asalto mundial del Comandante Cobra durante la Tercera Guerra Mundial. Ella y Budo se unen a Kamakura, Bullhorn, Red Spot y Nunchuk para luchar contra las fuerzas Cobra en China. Después de que Cobra es derrotado, Jinx, Budo y Kamakura se unen a las celebraciones que tienen lugar en Beijing.
Jinx también aparece en los cómics especiales G.I. Joe: Arashikage Showdown, y Snake Eyes: Declassified, así como en las miniseries de temática ninja G.I. Joe: Master & Apprentice, y G.I. Joe: Master & Apprentice II. Hace un cameo en la miniserie cruzada G.I. Joe vs. los Transformers II. Hasbro anunció más tarde que todas las historias publicadas por Devil's Due Publishing ya no se consideran canónicas y ahora se consideran una continuidad alternativa.

### Editorial IDW
En la continuación de la historia A Real American Hero de IDW Publishing , Jinx es enviada en su propia misión especial a Berna, donde prueba sus nuevas habilidades y derrota a los Blue Ninjas. Más tarde, Jinx, Chuckles, Low Light y Lady Jaye van a luchar contra el Generalísimo Tep en el sudeste asiático, donde Jinx rescata a Lady Jaye del cautiverio. Jinx forma equipo con el ninja Arashikage Pale Peony, con quien es enviada en misiones encubiertas contra los Blue Ninjas y sus cyborgs. A su vez, ella misma es rescatada por Roadblock, Scarlett y Snake Eyes en Dublín, y ayuda a vengar la muerte de Pale Peony. Tras la supuesta muerte de Snake Eyes, Jinx se reúne con Storm Shadow en el recinto de Arashikage. Más tarde trabaja con Scarlett, investigando el edificio de oficinas que fue una antigua sede de Cobra.
En la miniserie G.I. Joe: Cobra, Jinx es una mujer china-estadounidense que es el único contacto de Chuckles con G.I. Joe, y también su interés romántico, ya que se infiltra en la organización Cobra. Cuando se adentra más en Cobra, ella se ve obligada a interrumpir sus encuentros con él. Sin embargo, cuando Cobra atrapa a Jinx en una de sus instalaciones. Se llama a Chuckles, y cuando descubren que ella lo ha estado siguiendo, se ve obligado a dispararle para preservar su tapadera. La secuela G.I. Joe: Cobra II, presenta a un nuevo recluta que se parece a Jinx, enviado en una misión para rescatar a Chuckles, y luego se reveló que era un ninja japonés llamado Chameleon. Chuckles luego venga la muerte de Jinx, destruyendo la sede de Cobra y matando a miles de soldados y comandantes de Cobra, incluido Xamot.
Jinx aparece en la miniserie cruzada de Danger Girl en Danger Girl/G.I. Joe. Jinx también es un personaje principal en la serie cruzada de Transformers, Transformers vs. G.I. Joe. En el cómic de la serie Future Noir "Deviations", Jinx es uno de los últimos cuatro Joes que quedan con vida después de que Cobra se apodera del mundo y muere mientras destruye la Isla Cobra. En la serie cruzada de Street Fighter, Street Fighter X G.I. Joe, Jinx juega un papel principal, mientras entrena y derrota a Ryu, y luego derrota a Rufus. Finalmente, lucha en el duelo final contra M. Bison, a quien también vence, ganando así el torneo World Warrior.

### Otros cómics
Jinx aparece como uno de los personajes principales de la serie G.I. Joe In 3-D de Blackthorne Publishing. Ella y Snake Eyes protagonizan los cómics independientes de Hasbro, como The Secret Base, Ninja Battles, y Who Owns the Night? Jinx también aparece en papeles importantes en algunos de los cómics de Fun Publications que forman parte de la continuidad de Devil's Due Publishing. En el universo alternativo, Jink y Stalker intenta reclutar al enclave Dreadnok, que de otro modo sería pacífico. Las dos partes manejan una asociación renuente sobre objetivos comunes; supervivencia.

## Serie animada

### Sunbow
La única aparición de Jinx en el canon Sunbow fue en la película animada de 1987 G.I. Joe: The Movie, con la voz de Shuko Akune. Ella se establece como miembro de "Rawhides", un grupo de nuevos reclutas Joe que incluye a Big Lob, Chuckles, Law & Order y Tunnel Rat, entrenados por Beach Head. La película juega con su nombre en clave en un sentido literal, ya que a menudo se la culpa por sucesos desafortunados. Se representa a Jinx peleando mejor con los ojos vendados, ya que fue entrenada en este método por Blind Master, a diferencia de la práctica que Beach Head intenta enseñarle. Ella también es el interés amoroso del teniente Falcon, que coquetea con ella, para su disgusto. Jinx aparece de manera destacada en el clímax, cuando conecta un Tomahawk para que los Rawhides puedan ayudar a los Joes en el combate, y luego se enfrenta a la villana Pythona de Cobra-La. Jinx gana ventaja cuando se pone la venda en los ojos, ayudándola a derrotar a Pythona. Al final de la película, Jinx comparte un beso con Falcon y observan cómo los restos de las esporas de mutación de Cobra-La en el cielo se queman en órbita.

### Valor vs. Venom
Jinx regresa en la película animada directa a video de 2004 G.I. Joe: Valor vs. Venom, con la voz de Venus Terzo. No se menciona su experiencia original con Blind Master, en cambio, ella está entrenando junto con Kamakura bajo Snake Eyes, y le gusta burlarse de Kamakura por su menor experiencia. Debido a la naturaleza de la película, es difícil determinar si es una aprendiz por primera vez o si está aprendiendo un nuevo nivel de habilidades, ya que parece ser una ninja muy experimentada.

### Ninja Battles
En la película animada de 2004, G.I. Joe: Ninja Battles, Venus Terzo repite su papel de Jinx. Ambientado en la misma continuidad que Valor vs. Venom , Jinx y Kamakura ayudan a Snake Eyes, Duke y al nuevo aprendiz Tiger Claw en una batalla contra Storm Shadow y los ninjas Cobra Slice, Slash y Shadow Strike, en la forja del herrero del Clan Arashikage, Iron Master.

### Sigma 6
En la serie de anime de 2005 G.I. Joe: Sigma 6, Jinx es la voz de Lisa Ortiz. Miembro de reserva del joven equipo Sigma 6, mantiene una apariencia similar a su encarnación de Valor vs. Venom, con un traje Sigma negro y amarillo. Es más evidente en la serie que ella es una estudiante mayor que Kamakura, con quien a menudo se asocia.

### Renegades
Una versión diferente de Jinx aparece en la serie animada de 2010, G.I. Joe: Renegades, con la voz de Kim Mai Guest. La hija del líder del clan Arashikage, Hard Master y prima de Storm Shadow, Kimi Arashikage, fue rescatada por Snake Eyes a la edad de ocho años, y fue una parte fundamental de Hard Master al adoptar un camino moral para el clan cuando protegió a Snake Eyes de los ataques del castigo de su padre. Cuando Hard Master fue asesinado, Snake Eyes y Kimi dejaron el clan en un dojo en las montañas. Ella se convirtió en la aprendiz de Snake Eyes y tomó el nombre de "Jinx", pensando que traía mala suerte a quienes la rodeaban.
Snake Eyes lleva a los Joe a su dojo para entrenarlos. Al llegar, Jinx los ataca repentinamente hasta que es detenida por Snake Eyes. Ella lo ayuda a entrenarlos. Aunque Jinx está en desacuerdo con los Joe (especialmente con Scarlett, ya que Snake Eyes parecía tratarla con mucho cuidado), dejan de lado sus diferencias cuando Storm Shadow los embosca. Storm Shadow intenta obligar a Jinx a regresar a Japón y liderar el Arashikage con él, y la ataca cuando ella se niega, antes de que Snake Eyes acuda en su ayuda.
Después de que Storm Shadow le cuenta cómo Snake Eyes asesinó a su padre, como él creía que había ocurrido, Jinx regresa a Japón para asumir su papel como líder del Arashikage. Más tarde, Jinx es contratada por Destro para asesinar al Comandante Cobra, recibiendo un traje de alta tecnología M.A.R.S. con camuflaje óptico y campo de fuerza. Al no cumplir con la misión, Jinx finalmente se entera de la verdadera historia detrás de la muerte de su padre y decide llevar al Arashikage por el nuevo camino que quería el Hard Master.

## Película de acción real
En junio de 2011, la actriz francesa Élodie Yung fue elegida como Jinx para la película de 2013 G.I. Joe: Retaliation. Jinx apareció en las primeras imágenes promocionales y el tráiler, que se muestra luchando contra Snake Eyes vestido de rojo y con los ojos vendados, y luchando junto a él contra los Red Ninjas mientras usa un traje amarillo. Yung, que ya era cinturón negro en karate, se preparó durante aproximadamente un mes para el papel, centrándose en su cardio "debido a lo exigente que era todo", y entrenando en el arte marcial chino wushu para la lucha con espadas dobles.. La escena de la batalla del acantilado requirió dos meses de trabajo de pantalla verde por hacer. Yung también dijo: "Llevaba un traje amarillo que se puso muy caliente. Se ve sexy, pero necesitaba cinco personas para ponerme ese traje". Según MTV, "la batalla en la ladera de una montaña totalmente silenciosa entre Snake Eyes, Jinx y un escuadrón de ninjas Cobra refleja el cómic igualmente silencioso de la serie original de Marvel, que representa a Snake Eyes rescatando a Scarlett de un castillo Cobra en los Balcanes".
En Retaliation, Jinx es la prima de Storm Shadow y la aprendiz de Snake Eyes. Se encuentra con Snake Eyes cuando este último persigue a Storm Shadow. Snake Eyes y Jinx regresan al hogar del clan Arashikage, donde Jinx es puesta a prueba para demostrar que es digna de unirse al equipo G.I. Joe; en el juicio, debe defenderse con los ojos vendados de Snake Eyes, quien intentará arrancarle un cabello de la cabeza. Snake Eyes derrota a Jinx. El Blind Master, líder del Clan Arashikage, envía a Snake Eyes y Jinx para localizar a Storm Shadow, para que pueda responder por el asesinato del Hard Master. Snake Eyes y Jinx capturan a Storm Shadow después de una batalla con los Red Ninjas en una fortaleza de montaña y lo llevan de regreso a Japón, donde Storm Shadow revela que Zartan asesinó al Hard Master y que se unió a Cobra para vengar a su tío. Storm Shadow luego acompaña a Snake Eyes y Jinx, ya que se unen a los esfuerzos de Joes para detener a Cobra. Jinx ayuda a G.I. Joe a luchar contra los soldados de Cobra, pero el Comandante Cobra escapa durante la batalla y Storm Shadow desaparece después de vengar al Hard Master. Luego, Jinx es reclutada en G.I. Joe.
Ray Park, quien interpretó a Snake Eyes en la película, dijo que la relación entre Jinx y su personaje es estrictamente platónica. Yung dijo sobre su personaje: "Jinx quiere pelear y tiene un objetivo, y es feroz [risas]. Cualquiera que se interponga en su camino no es un problema para ella, está muy concentrada y solo quiere ir directo al grano". Y con Snake Eyes, es una gran inspiración para Jinx. Entrenamos en el mismo dojo y se ha convertido en un ícono, es un modelo a seguir. Él es Snake Eyes, es el más genial, es el mejor, y Jinx quiere competir con él ¿sabes? En la prueba que tienen al principio, ella quiere ganar y quiere demostrar que quiere ser mejor, o al menos tan buena como él. Hay una especie de relación de hermano y hermana que tratamos de inculcar durante la película".

## En otros medios
Jinx es un personaje secundario en las novelas Divide and Conquer de 1988, donde es parte del equipo de Joe que intenta detener el arma más nueva de Cobra, un dispositivo que podría poner en peligro al mundo entero, y Jungle Raid, donde ella es parte de un equipo al que se le ordenó detener a una fuerza mercenaria rebelde en las selvas humeantes de América del Sur. En los videojuegos, Jinx fue uno de los 15 personajes jugables (y el primero en ser revelado) en el juego de Facebook de 2013 G.I. Joe: Special Ops por Syfy Games, y también era un soldado reclutable en el juego móvil de 2013 G.I. Joe: Battleground por DeNA.

## Recepción
Mania.com clasificó a Jinx en el cuarto lugar en su lista de 2012 de "10 personajes femeninos rudos de G.I. Joe", después de Scarlett, Baronesa y Lady Jaye. Topless Robot la clasificó en tercer lugar en su lista de 2010 de "Los 10 mejores G.I. Joe Ninjas", solo detrás de Snake Eyes y Storm Shadow. UGO.com también presentó a Jinx en el artículo "25 Hot Ninja Girls", y la señaló como "uno de los miembros del equipo más letales de Joe". La actriz de G.I. Joe: Retaliation Adrianne Palicki dijo que "quería tanto ser Jinx" mientras crecía.